# Vinos Sofka
Vinos Sofka foi museólogo e, entre 1983 e 1989, o presidente que estruturou o Comitê Internacional de Museologia do ICOM, o ICOFOM. Ele criou a base intelectual e estrutural para o estudo da filosofia museológica e do fenômeno museológico, permitindo que a museologia se tornasse tema internacional de estudo. Sofka atingiu alcance internacional ao envolver sistematicamente profissionais de museus e professores em estudos de museologia e de práticas museais em todos os continentes e além das fronteiras políticas, propondo discussões para os principais pensadores da museologia através de simpósios anuais e publicações.

## Biografia
Vinos Sofka nasceu a 4 de julho de 1929 em Brno, Tchecoslováquia, primogênito de quatro filhos. Seu pai, Vincenc Sofka, era um engenheiro agrícola e sua mãe, Ladislava Sofková, uma mulher muito instruída para os padrões de sua época, era uma forte influência cultural para seus filhos.
Sofka foi educado em Brno, onde recebeu seu diploma "Matura" (equivalente a A-levels no Reino Unido, Baccalauréat na França ou Ensino Médio no Brasil) em 1948, ano do golpe de Estado comunista. Em 1950 foi acusado de ser espião da CIA e ficou detido por dois meses. Recebeu seu doutorado em jurisprudência em 1952.
O governo comunista, único empregador no campo do Direito, negou-lhe trabalho em função de seu posicionamento contra o regime, manifestado através de sua participação na célula centro reacionária antissocialista da Universidade.
Sofka encontrou emprego na Secretaria de Administração Municipal como trabalhador da construção civil e tornou-se pedreiro certificado em 1954. Trabalhou na reconstrução da Brno Fair Grounds e logo se tornou coordenador de gestão de relações do trabalho. Em 1956, foi contratado pelo Instituto Arqueológico da Academia de Ciências de Brno para supervisionar as obras de escavações arqueológicas do Grande Império Morávio e seguiu trabalhando para o Instituto quando as escavações foram concluídas.
Em 1962, apesar de sua posição política, Sofka assumiu a coordenação do projeto sobre o Grande Império Morávio e, no ano seguinte, tornou-se chefe da Universidade Jan Evangelista Purknye (hoje, Universidade Masaryk), do museu Morávio e do Departamento de Gestão do Instituto Arqueológico. Nesta função organizou a celebração do 1100º aniversário da chegada dos santos Cirilo e Methodio à Morávia, que deram forma escrita à língua eslava. A celebração foi lançada pela UNESCO como parte de sua promoção de programas de alfabetização e adotada pela Tchecoslováquia. Para um país comunista e ateu, a celebração de santos era um desafio, mas a UNESCO era tida em tão alta estima que o governo não pôde recusar-se a implementar um evento que esta organização internacional tinha colocado em seu programa de trabalho.
Vários países solicitaram a exposição da Grande Morávia após bem-sucedida trajetória na Tchecoslováquia. Sofka instalou primeiro na Alemanha (tanto Berlin Oriental quanto Berlin Ocidental), depois na Grécia, Áustria, Polônia e Suécia. As exposições em tais países da Europa foram um avanço importante para um projeto originário do bloco oriental.
Com a invasão da Tchecoslováquia pela coalizão liderada pela URSS (O Pacto de Varsóvia) em agosto de 1968, Sofka optou pelo exílio mudando-se para a Suécia com sua esposa, Jaroslava (que morreu na Suécia em 1983) e suas filhas. No ano seguinte começou a trabalhar no Museu de Antiguidades Nacionais de Estocolmo (hoje Museu de História Sueca). Em 1971, tornou-se responsável pela seção de planejamento econômico e de administração do museu que dois anos mais tarde transformou-se em departamento de exposições (programação, planejamento econômico e administração). Sofka desenvolveu exposições de origem sueca e estrangeira, assumindo em 1975 o departamento de gestão do museu e em 1981, o departamento de coordenação e desenvolvimento.

## Pontos de vista sobre a museologia
O conceito de museologia evoluiu. Peter Van Mensch escreveu: "Parece que a história da museologia pode ser descrita como um processo de emancipação envolvendo a ruptura da museologia como disciplina e o perfil da própria orientação cognitiva e metodológica". Em Estocolmo, por volta de 1969, Sofka tornou-se cada vez mais interessado em museologia, o que ele chamou de “complexo de questões filosóficas e teóricas relacionadas aos museus”, tornando potencialmente a museologia uma "disciplina científica". Essa abordagem, à época, não foi bem compreendida.
Na mesma linha de Zbyněk Stránský, Sofka viu a museologia como uma ciência que estudou a relação do homem com a realidade, expressa pela coleta, preservação e documentação desta realidade ou de partes dela, disseminando assim o seu conhecimento. Para ele, a museologia era uma disciplina acadêmica autônoma, com sua própria terminologia, métodos e sistemas, para os quais o museu era o veículo facilitador.
Em 1976, Sofka foi convidado a escrever um artigo sobre museologia para um manual prático de trabalho de museu: Museiteknik. Foi principalmente através de seus esforços que a museologia foi desenvolvida na Escandinávia. Ele foi nomeado Doutor Honoris Causa em Filosofia pela Universidade de Uppsala em 1991, por seu trabalho de alcance internacional e por sua contribuição para posicionar a Suécia em lugar de destaque na cultura mundial.
Para Sofka, a museologia é a base teórica para o trabalho de museu, o pensamento sobre o qual a política de museu pode ser construída. Em sua concepção, a pesquisa em museologia só pode ser realizada se pensadores de museu e patrimônio de todas as culturas do mundo onde os museus existem, puderem contribuir para seu desenvolvimento.

## Influências
O pensamento do contemporâneo e compatriota Zbyněk Zbyslav Stránský foi uma influência e serviu como base para Sofka nos seus esforços pela construção da museologia como disciplina científica, inicialmente no contexto do Leste Europeu, expandindo-se posteriormente para outras regiões do mundo. O entendimento da relação particular do homem com a realidade, expressa pelo ato de coletar, preservar e documentar essa realidade ou seus fragmentos, que em nossos tempos influencia diretamente na constituição e no desenvolvimento dos museus, foi um denominador comum entre os dois.
Sofka buscou aliar o pensamento museológico à prática museal, propiciando discussões e pontes entre pensadores acadêmicos e profissionais de museus, complementando esse ponto de vista à concepção de Stránský.
Não se pode deixar de citar a influência de Jan Jelinek, fundador e primeiro presidente do ICOFOM, de quem foi o sucessor, e que abriu caminhos e novas possibilidades para o campo da museologia.

## Autores influenciados
Vinos Sofka, integrante da primeira geração de pensadores do ICOFOM, influenciou, de forma direta e indireta, a geração subsequente, marcada inicialmente pelo pensamento de Peter van Mensch, da Holanda, que veio a ser o seu sucessor na presidência da instituição. Figuram entre os integrantes de destaque dessa segunda geração Ivo Maroévic e Tomislav Sola, da Croácia, Bernard Deloche e Mathilde Bellaigue, da França, Tereza Scheiner, do Brasil e Nelly Decarolis, da Argentina.
A influência de Sofka se deu na forma de uma maior amplitude nas discussões pertinentes aos campos teórico e prático, e na própria maneira de conduzir as diretrizes do ICOFOM, seus objetivos, seu posicionamento e o formato de suas publicações.

## O Comitê de Museologia do Conselho Internacional de Museus

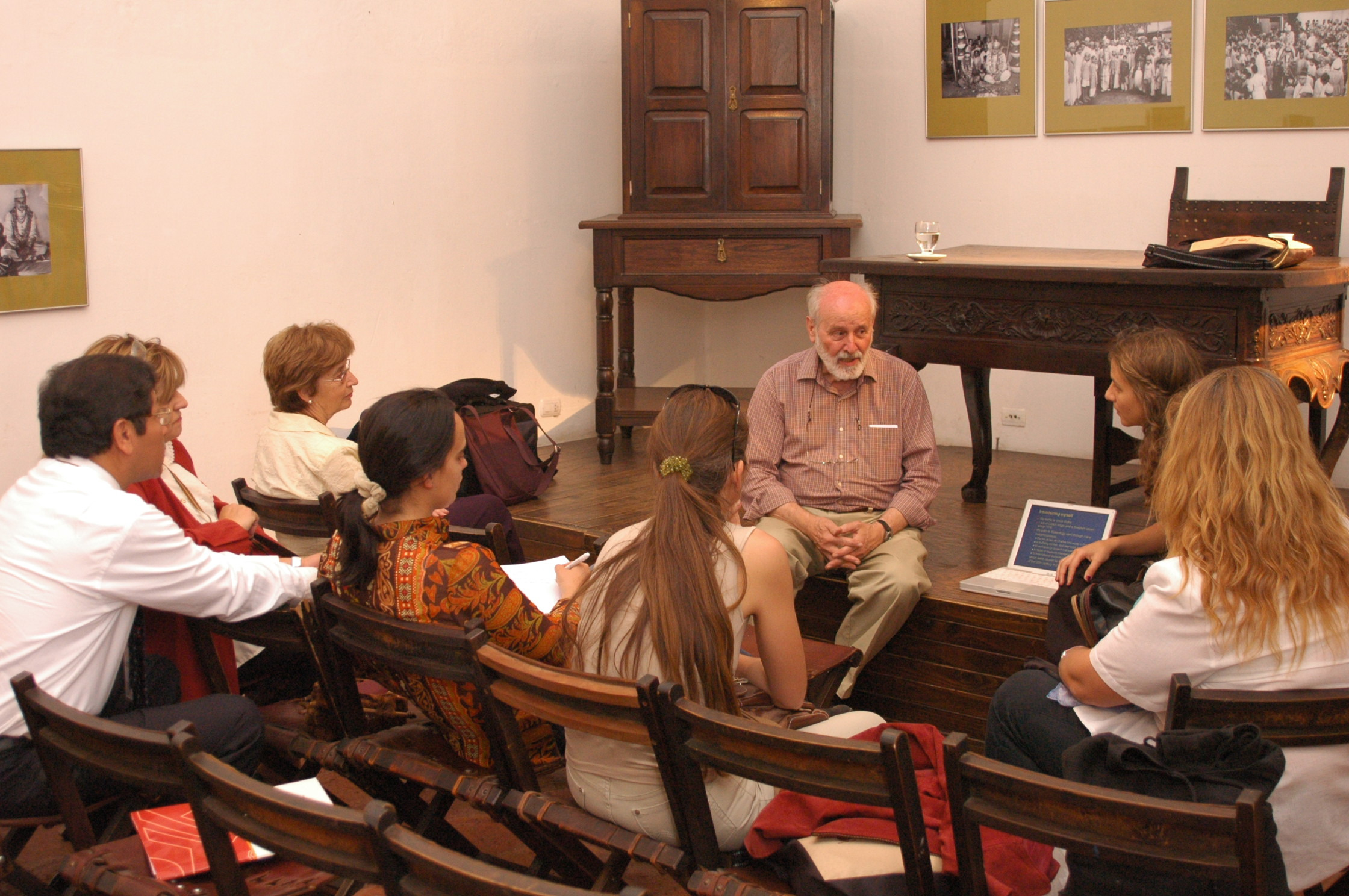
ICOFOM

Esse comitê, conhecido por sua sigla ICOFOM, foi o único órgão internacional profissional que reuniu especialistas no campo da Museologia. Foi fundado em Moscou em 1977, tendo sido o primeiro presidente o Dr. Jan Jelinek, chefe do Museu da Morávia em Brno, Tchecoslováquia. Na primeira reunião do ICOFOM, realizada na Polônia em 1978, Sofka propôs um documento sobre os objetivos e a política do comitê e uma revista que seria um fórum internacional de discussão sobre museologia.
Nos anos de 1980 e 1981, Sofka publicou os dois primeiros números do Museological Working Papers – MuWoP, em inglês e francês, ambos produzidos em colaboração com o ICOFOM e com o Museu Nacional de Antiguidades de Estocolmo. Em 1982 em Paris, Sofka foi nomeado presidente provisório do ICOFOM quando Jelínek, doente, renunciou ao cargo. A publicação pré-impressa do comitê, ICOFOM Study Series (ISS) e seu boletim informativo, Museological News, nasceram como base para os simpósios dos comitês em Paris, em 1982, e em Londres, em 1983, onde Sofka foi formalmente eleito Presidente do ICOFOM, cargo que ocupou até 1989, (tempo máximo permitido pelo ICOM para essa posição). Em Londres, Sofka estabeleceu as intenções, objetivos, políticas e programas do comitê, tornando o ICOFOM um dos mais bem-sucedidos Comitês Internacionais do ICOM.

## Política editorial
Reconhecendo que a museologia é interpretada de diversas formas em diferentes partes do mundo, variando entre um pensamento teórico-filosófico sobre o campo e o trabalho prático nos museus, Sofka procurou garantir que todos os pontos de vista fossem respeitados e que a diversidade de definições da Museologia fosse parte da força do comitê.
Como editor dos dois primeiros números da publicação inaugural do ICOFOM, os Museological Working Papers ou Documents de Travail Muséologiques de 1980 e 1981 e dos 18 primeiros volumes da ICOFOM Study Series, ainda hoje a revista oficial do comitê, Vinos Sofka criou uma política editorial dinâmica. Não houve restrições à aceitação de todos os artigos recebidos, a fim de que se estabelecesse um parâmetro de comparação entre as diversas posições a respeito da museologia em todo o mundo. Os textos tinham que ser recebidos semanas antes dos simpósios para que os participantes pudessem lê-los e os debatedores pudessem fazer suas sínteses. A partir dos debates desenvolvidos em torno dessas questões, eram feitas publicações disponibilizadas para todos os membros, funcionando como esteio para o desenvolvimento do pensamento no campo museológico. Sofka não via o ICOFOM como solução para questões museológicas, mas como uma maneira para trazê-las à luz, para estudá-las e analisá-las.

## Divulgação do ICOFOM
Durante os sete anos em que foi presidente, Sofka dirigiu publicações e reuniões anuais que constituíram as diretrizes das atividades do ICOFOM, incluindo simpósios sobre temas que exploravam os fundamentos da Museologia, seminários sobre os problemas correntes dos museus, palestras sobre projetos de interesse do ICOFOM e estudos de caso sobre a situação dos museus nos países anfitriões dos simpósios. Ao longo dos anos, Sofka produziu 18 volumes do ICOFOM Study Series e os volumes 3 a 12 da Museological News, que incluíam documentos fundamentais para a organização do comitê e relatórios sobre políticas culturais nos países onde os simpósios ocorriam.
Nesse trabalho, Sofka obteve a importante contribuição da bibliotecária norte-americana Suzanne Nash, a quem conheceu em 1979 enquanto ambos trabalhavam em atividades para o ICOM. Nash era uma das profissionais do centro de documentação dessa organização em Paris. Os dois passaram a viver juntos na Suécia, em 1986.
Suzanne Nash trabalhou na organização de simpósios, traduzindo e editando publicações para o ICOFOM, tornando-se, a partir de 2010, membro do conselho diretivo desse comitê, e uma das responsáveis pelas publicações do ICOFOM, contribuindo amplamente para sua divulgação, até 2013.

## Subcomitês regionais

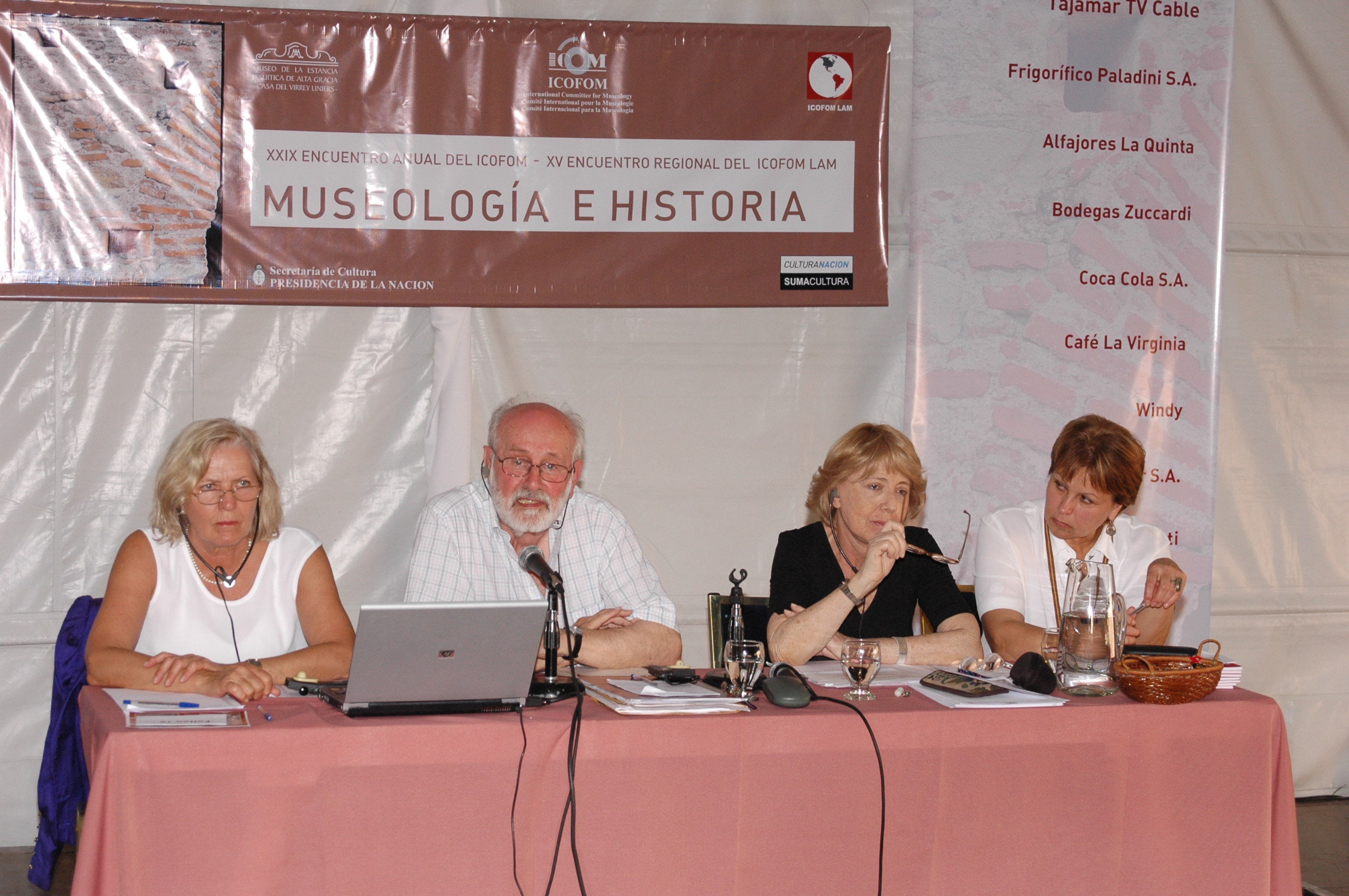
ICOFOM-LAM

Durante os anos de 1987 e 1988, Sofka e Don MacMichael (ICOM Austrália) trabalharam para atualizar os Estatutos do ICOM, que incluíam requisitos de descentralização e regionalização. Em 1989, na Conferência Geral do ICOM em Haia, Vinos Sofka e Peter van Mensch, à época presidente recém-empossado do ICOFOM, introduziram a criação de subcomitês regionais do ICOFOM no plano trienal. O comitê na América Latina foi imediatamente constituído como ICOFOM-LAM liderado por Tereza Scheiner (Brasil) e Nelly Decarolis (Argentina), e outros comitês foram constituídos mais tarde na Europa e Ásia como o ICOFOM SIB (Sibéria) e ICOFOM ASPAC (Ásia e Pacífico).

## A Cátedra UNESCO de Museologia e Patrimônio Mundial
Vinos Sofka foi membro do Conselho Executivo do ICOM de 1989 a 1992 e Vice-Presidente do ICOM de 1992 a 1995. Aposentou-se do Museu de História da Suécia em Estocolmo, em 1994. No mesmo ano, foi fundamental na criação da Cátedra UNESCO de Museologia e Patrimônio Mundial na Universidade de Masaryk em Brno, com financiamento inicial dessa organização internacional e apoio contínuo do Ministério de Educação da República Tcheca. Sofka tornou-se o primeiro titular da cátedra em 1996, cargo que ocupou até 2002. Ele foi responsável pela fundação da Escola de Verão em Museologia da UNESCO, no ano de 1987.

## Da opressão à democracia
Na Universidade de Masaryk, Sofka desenvolveu o Projeto Transição, um grupo de trabalho do ICOFOM que foi incluído no programa trienal da UNESCO em 1995 como "Patrimônio, Museus e Museologia para a transição social, cultural e ambiental". O objetivo do projeto era usar museus como um centro de apoio para pessoas com necessidade de superar o trauma da passagem de um governo de regime totalitário para um de regime democrático.
Museus como instituições culturais livres a serviço da sociedade e a Museologia como base do campo teórico-filosófico enfrentam novas situações e exigências. O museu é parte inseparável da cultura, e nela, ocupa a esfera do patrimônio cultural e natural. São instituições com objetivos e tarefas específicas, representadas pela coleta, conservação, documentação, pesquisa e apresentação de uma parte específica do patrimônio cultural e natural, para fins de memória, entretenimento, investigação e educação. (Sofka, 1991).
Para Sofka, a memória dos regimes totalitários deve ser preservada, assim como a herança do sofrimento, apesar do desejo de eliminá-lo. Somente ao compreender seu passado o homem pode migrar para outras formas de sociedade mais livres. A documentação e a integração das histórias e memórias relativas ao regime totalitário permitem o estudo e a compreensão do processo, transformando experiências negativas em ferramentas para a construção de um futuro melhor.
Chamei a atenção dos Profissionais de Patrimônio para o fato de que os regimes totalitários são agora história recente, é o passado a ser salvo, documentado, analisado e usado de forma criativa para ajudar as sociedades pós-totalitárias a livrarem-se do trauma do passado e a encontrarem o caminho para a democracia, para os direitos humanos e para a paz advertindo as futuras gerações do perigo permanente do regresso dos antigos regimes. (Vinos Sofka, 2003).
O Projeto Transição, que se tornou em 2002 o movimento “Da opressão à democracia”, despertou interesse na Argentina, no Brasil e na Alemanha, entre outras sociedades pós-totalitárias e foi levado a muitas partes da antiga União Soviética. No mesmo ano, tornou-se um dos projetos prioritários do ICOM. Esta iniciativa propiciou a colaboração entre pessoas e instituições (incluindo universidades) que trabalham com o património cultural e natural a fim de comunicar ao público uma compreensão realista da história e uma visão renovada do futuro. Pelo trabalho de Vinos Sofka reconhece-se que o patrimônio e a cultura são componentes importantes da mudança política, econômica e social.
Sofka aposentou-se da Universidade de Masaryk, em Brno, em 2002 e em 2007 foi nomeado membro honorário do ICOM na Conferência Geral do Comitê em Viena. Nos últimos dias de 2013, a saúde frágil exigiu que ele se mudasse para uma casa de repouso em Uppsala, na Suécia, onde morreu a 9 de fevereiro de 2016.

## Principais obras
- (2004) From oppression to democracy. Changes in the world and European upheavals - heritage, museums, the museum profession and museology. In. Museology - an instrument for unity and diversity? Krasnoyarsk, Belokurikha and Barnaul, Russian Federation, September 6-13, 2003. ICOFOM Study Series - ISS 33 final version. Munich, Museums-Pädagogisches Zentrum: 94, 95-101 (also in Russian).
- (2001) The discussion on the topic. In: Museology, Social and Economic Development. Preprints. ICOFOM Study Series 33a, Barcelona-Spain, 2-4 July, 2001. Munich, Museums-Pä dagogisches Zentrum: 166-169.
- (1999) Human dimensions of global networking: Heritage and Transition Programe, work, action and experience of the UNESCO Chair of Museology and the World Heritage. In: 3rd International Seminar Forum UNESCO: University and Heritage. Deakin University, Melbourne and Geelong, Australia, 4-8 October 1998: Proceedings, edited by W.S. Logan, C. Long and J. Martin. Plenary Session 4:72-77.
- (1996) Museums and societies in a Europe of different cultures / Musées et société dans l’Europe des cultures. In: Rencontres européennes des musées d’ethnographie/European meeting of ethnography and social history museums, Paris, 1993. Paris, Ecole du Louvre, Musée national des arts et traditions populaires: 27-32 (Ethno, 3).
- (1996) Round table 5: Museum practice, summary / Table ronde 5: Expression muséographique, synthèse. In: Rencontres européennes des musées d’ethnographie / European meeting of ethnography and social history museums, Paris, 1993.  Paris, Ecole du Louvre, Musée national des arts et traditions populaires: 213-226. (Ethno, 3).
- (1995) My adventurous life with ICOFOM, museology, museologists and antimuseologists, giving special reference to ICOFOM Study Series. In: ICOFOM Study Series ISS.  (Reprint of Volumes 1-20 in 7 books). Hyderabad, ICOFOM:  Book 1, 1-25.
- (1994) Dědičstvo, muzeologia, múzeá a náš svět globálných zmien: výzvy a zodpovědnosti [Heritage, museology, museums and our world of global changes: challenges and responsibilities]. In: Evrópske múzeá  na cestě k 21. storočiu [European museums on the way to the 21st century]. International museological conference, September 1992, in Kosice, Slovak Republic. Košice, Východoslovenské  muzeum: 66-78.
- (1993) Opening address. In: AFRICOM Programme. Workshop on Illicit Traffic of Cultural Property, Arusha, Tanzania, 24, 28-29 September 1993. Paris, ICOM: 120-123.
- (1993) Discours d’ouverture. In: AFRICOM Programme. Atelier sur le trafic illicite des biens culturels, Arusha, Tanzanie, 24, 28-29 septembre 1993.  Paris, ICOM: 137-140.
- (1992) Museums, museology and the changing world. In: Towards a Europe of cultures: changes in Eastern Europe and their impact on museum work, Annual Meeting of ICME 1991: 191-197 (Mitteilungen aus dem Museum für Völkerkunde Hamburg, Neue Folge, Band 22).
- (1992) Zmeny ve svete a evropské  zvraty - kulturní  dedictví , muzea, muzejní  pracovní ci a muzeologie [Changes in the world and European upheavals: heritage, museums, the museum profession and museology]. In: Muzea, veda, kultura a soucasná  Evropa [Museums, science, culture and Europe now], International Cultural Meeting, Brno, 24-25 October 1991. Brno, Moravské  zemské  muzeum:  9-19.
- (1992) ICOFOM: Ten years of international search for the foundations of museology. In: Report from two symposia at the Department of Museology, Umeå University: What is Museology (1988); Local and Global: two aspects of museum communication (1989). Stockholm, Almqvist & Wiksell International: 20-49 (Umeå, Acta Universitatis Umensis, Papers in Museology, 1).
- (1992) Toward the year 2000: The mission of the museum. In: La Administración de Museos. Il coloquio del ICOM para America Latina y el Caribe, San José, 1990. San José (Costa Rica), Direccion General de Museos: 23-28.
- (Ed). (1983-1991) ICOFOM Study Series (ISS). Stockholm, ICOFOM and Statens Historiska Museum. [Preprints of papers presented at annual symposia of the International Committee for Museology of the International Council of Museums (ICOFOM), including key-note editorials and analyses of each symposium theme by the editor].
- (Ed). ISS 1991: The language of exhibitions / Le langage de l’exposition. Preprints to the ICOFOM Symposium in Vevey, Switzerland. ICOFOM Study Series, vols. 19 & 20: 204; 50 pp.
- ISS 1990: Museology and the environment/Muséologie et l’environnement. Preprints to the ICOFOM Symposium in Livingstone-Mfuwe, Zambia. ICOFOM Study Series, vol. 17: 114 pp.
- ISS 1989: Forecasting – a museological tool? Museology and futurology / La prospective – un outil muséologique? Muséologie et futurologie. Preprints to the ICOFOM Symposium in The Hague, The Netherlands. ICOFOM Study Series, vol 16: 384 pp.
- ISS 1988: Museology and developing countries – help or manipulation? / Musées et les pays en voie de développement – aide ou manipulation? Preprints to the ICOFOM Symposium in Hyderabad– Varanasi–New Delhi. ICOFOM Study Series, vols. 14 & 15: 283, 248 pp.
- ISS 1987: Museology and museums / Muséologie et musées.  Preprints to the ICOFOM Symposium in Helsinki, Finland. ICOFOM Study Series, vols 12 & 13: 313, 170 pp.
- ISS 1986: Museology and identity / Muséologie et identité. Preprints to the ICOFOM Symposium in Buenos Aires, Argentina. ICOFOM Study Series, vols 10 & 11: 343, 100 pp.
- ISS 1985: Originals and substitutes in museums / Originaux et objets substitutifs dans les musées. Preprints to the ICOFOM Symposium in Zagreb, Yugoslavia. ICOFOM Study Series, vols 8 & 9: 220, 152 pp.
- ISS 1984: Collecting today for tomorrow / Collecter aujourd’hui pour demain. Preprints to the ICOFOM Symposium in Leiden, The Netherlands. ICOFOM Study Series, vols 6 & 7: 140, 32 pp.
- ISS 1983: Methodology of museology and professional training / Méthodologie de la muséologie et la formation professionnelle. Museum–territory–society: new tendencies, new practices / Musées-territoire-societé: nouvelles tendences, nouvelles pratiques. Addenda 1-3.  Preprints to the ICOFOM Symposia in London, UK. ICOFOM Study Series, vols 3, 4 & 5: 31; 36; 61 pp.
- ISS 1983: Museum–territory–society: new tendencies, new practices / Musées-territoire-societé: nouvelles tendences, nouvelles pratiques. Preprints to the ICOFOM Symposium in London, UK. ICOFOM Study Series, vol 2: 60; 60 pp.
- ISS 1983: Methodology of museology and professional training / Méthodologie de la muséologie et la formation professionnelle. Preprints to the ICOFOM Symposium in London, UK, ICOFOM Study Series, vol 1: 146 pp.
- (1991) El rol de los museos en situaciones de câmbio. Palabras del Dr Vinoš Sofka, Miembro del Consejo Ejecutivo del ICOM Internacional. Primer Encuentro de Museos, ICOM Paraguay, Asunción n: 8-11.
- (1989) ICOM und ICOFOM, Wegbereiter der heutigen Museologie [ICOM and ICOFOM: pathfinders of today’s museology]. In: Museologie – Neue Wege – Neue Ziele. Bericht über ein internationales Symposium, veranstaltet von den ICOM-Nationalkomitees der Bundesrepublik Deutschland, Österreichs und der Schweiz vom 11. bis 14. Mai 1988 am Bodensee. München, ICOM Deutsches Nationalkomitee, K G Saur:  62-78.
- (1989) ICOFOM and museology: A decade of international search for the foundations of museology. The fourth Regional Assembly of ICOM in Asia and the Pacific. Proceedings, Tokyo – Beijing: 11-22. [Keynote speech translated into the Chinese by Yuan Kejian in Chinese Museum, Beijing, 4 (1989): 10-13].
- (1989) A galinha ou o ovo? / The chicken or the egg? [Translation to Portuguese of the introductory editorial to the preprints of the symposium on Museology and Museums, 1987].  Rio de Janeiro, próMemoria, Cadernos museológicos, 1: 9-11.
- (1988) Casts as substitute in museums: General points / Le moulage comme substitut dans les musées: généralités. Recommendations. In: Le Moulage. Actes du Colloque international, 10-12 avril 1987. Paris, La Documentation Française:  157-168; 237.
- (1985) Behövs museologi? [Do we need museology?]. Sagt, Hänt, Meddelat, Stockholm, Statens Historiska Museum, 1:  41-45.
- (Ed.) (1983-1989). Museological News / Nouvelles muséologiques. [Twice-yearly Bulletin of the International Committee of ICOM for Museology, including papers from and reports on ICOFOM seminars, workshops, meetings, business matters] Nos. 3-12.
- (1981) Museologi – vad är det? [Museology, what is that?] Stockholm, Realia, vol 4, no. 1:  16-20.
- (Ed.) (1980–1981) Museological Working Papers (MuWoP)/Documents de Travail Muséologique (DoTraM). Stockholm, Statens Historiska Museum. [Thematic journal on museology, including articles and introductions by the editor].
- MuWoP 1981: Interdisciplinarity in museology / L’interdisciplinarité en muséologie. Museological Working Papers/Documents de Travail Muséologique, No. 2: 98; 102 pp.
- MuWoP 1980: Museology – science or just practical museum work? / La Muséologie – science ou seulement travail pratique du musée? Museological Working Papers/Documents de Travail Muséologique, No. 1: 67, 67 pp.
- (1978) Research in and on the museum / La recherche dans et sur le musée.  In: Possibilities and limits in scientific research typical for museums / Possibilités et limites de la recherche scientifique typique pour les musées, ICOFOM conference in Poland.  Brno, Moravské  zemské  muzeum: 58-68; 141-151.
- (1976) Museologin i internationellt perspektiv [Museology in international perspectives]. Museiteknik, Lund, 149-153.

Outras publicações do autor incluem: catálogos de exposições; impressões e relatórios em museus; transcrições de discursos e comentários apresentados em conferências e seminários; cursos e palestras; textos em jornais russos e chineses, entre outros.